# Truncatocornum parvum
Truncatocornum parvum är en insektsart som beskrevs av Yuan och Tian 1995. Truncatocornum parvum ingår i släktet Truncatocornum och familjen hornstritar. Inga underarter finns listade i Catalogue of Life.